# شینچوشا
شرکت شینچو (انگلیسی: Shinchosha) یک شرکت نشر است که از سال ۱۸۹۶ در توکیو فعالیت دارد.